# Exeter
Pour les articles homonymes, voir Exeter (homonymie).
Exeter ([ˈɛksɪtə(ɹ)] ) est le chef-lieu du comté de Devon en Angleterre. La ville est située au nord-est de Plymouth. Sa population est de 115 000 habitants. Connue pour son ancienne cathédrale et ses ports des XIIe et XIVe siècles, Exeter possède le statut de cité.

## Géographie
Exeter se trouve sur les rives du fleuve Exe, à proximité de la Manche. Jusqu'en 1876, le diocèse d'Exeter contenait les comtés du Devon et de Cornouailles (depuis, la Cornouailles constitue le diocèse de Truro). L'autoroute M5 (vers Bristol et Birmingham) se termine à Exeter.

## Histoire
Le nom Exeter (parfois orthographié Exxeter à partir du nom du fleuve Exe ou Exxe) vient du latin Isca Dumnoniorum, ce qui suggère qu'Exeter fut à l'origine un oppidum celtique avant la fondation de la ville romaine. Il existe des vestiges de thermes romains près de la cathédrale. En 2019, les fondations d'un fort romain daté du Ier siècle ont été mises au jour près de la gare routière. Exeter fut l'extrémité sud de la Fosse Way, une voie romaine qui relie Lincoln (Lindum), Bath (Aquae Sulis), Cirencester (Corinium) et Leicester (Ratae Coritanorum).
Isca Dumnoniorum fut la bastide romaine à l'extrême sud-ouest de l'Angleterre. La muraille romaine d’origine subsiste en certains endroits, mais ce qui en reste aujourd'hui fut en grande partie érigé sur l'ordre d'Alfred le Grand pour protéger l'Ouest de son royaume des attaques vikings en 876.
Les Vikings assiégèrent la ville en 876 et 894 mais furent vaincus par le roi Alfred. La ville fut suffisamment rebâtie pour que le siège épiscopal puisse être, en 1050, transféré de Crediton à Exeter par l'évêque Leofric.
En 1068, la ville fut finalement prise par Guillaume le Conquérant, auquel plus tard elle s'opposa. Après un siège de dix-huit jours, elle se soumit, mais une clause de l'accord de capitulation garantissait que les nobles seraient reconfirmés dans leurs positions si un château était construit.
En 1136, au début de l'anarchie, le château de Rougemont, commandé par Baudouin de Reviers se soulève contre le roi Étienne d'Angleterre. Reviers se soumet après un siège de trois mois car les livraisons importantes de vin dans la garnison qu'ils utilisaient pour boire, cuire au four et pour éteindre les incendies allumés par les assiégeants, étaient épuisées.
La ville organise un marché hebdomadaire au profit de ses citoyens à partir d'au moins 1213, et, en 1281, Exeter est la seule ville dans le sud-ouest à avoir trois jours de marché par semaine. Il existe aussi des traces écrites de l'organisation de sept foires annuelles, dont la plus ancienne date de 1130, et qui toutes ont continué au moins jusqu'au début du XVIe siècle.
En 1537, la ville a été érigée en Comté indépendant. En 1549, la ville résiste à un siège d'un mois lors de la Prayer Book Rebellion. La Maison-Dieu avec la chapelle est fondée en mars 1591 et terminé en 1594. Elles peuvent encore être vues aujourd'hui dans la rue qui porte le nom de Livery Dole.
On considère traditionnellement que la devise de la ville, Semper Fidelis, a été suggérée par Élisabeth Ire d'Angleterre, en reconnaissance de la contribution de la ville en navires pour aider à vaincre l'armada espagnole en 1588 ; cependant sa première utilisation attestée remonte à 1660.
Exeter fut d'abord une ville alliée du Parlement dans la guerre civile anglaise, mais elle fut capturée par les royalistes, le 4 septembre 1643 et est restée sous leur contrôle vers la fin de la guerre, étant l'une des dernières villes royaliste à tomber entre les mains du Parlement. La reine Henriette y mit au monde son dernier enfant la princesse Henriette — future duchesse d'Orléans — avant de s'embarquer pour l'exil.  Durant cette période, Exeter est une ville économiquement puissante, avec le commerce de la laine, provenant en partie de la région environnante. Lorenzo Magalotti, visitant la ville quand il avait 26 ans, écrit que plus de trente mille personnes sont employées dans le comté de Devon, dans le commerce de la laine et les industries du tissu. Les marchandises sont vendues aux Antilles, en Espagne, en France et en Italie.

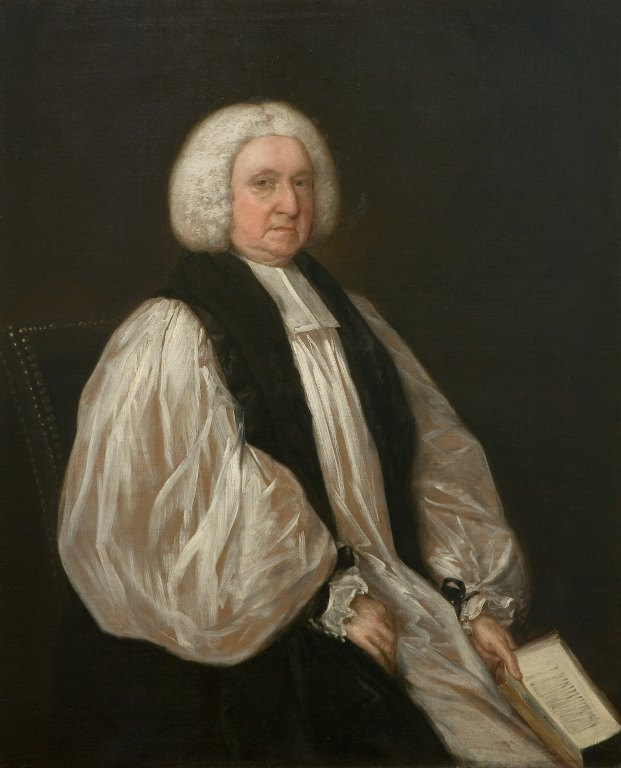
George Lavington, Évêque d'Exeter
par Gainsborough,
Musée d'art d'Auckland.

Après la révolution industrielle, Exeter perdit en importance, puisque la vapeur remplaçait l'énergie hydraulique comme source principale d'énergie. Aussi la ville d'Exeter, loin des mines de charbon, ne se développa-t-elle pas autant que les autres villes historiques.
Le premier chemin de fer à arriver à Exeter était le  Bristol and Exeter Railway  qui a ouvert une gare à St Davids à l'extrémité ouest de la ville en 1844. La South Devon Railway Company étend ensuite en ligne vers Plymouth, en ouvrant sa propre gare, près de l'extrémité inférieure de Fore Street.
En 1832, le choléra, qui sévissait dans toute l'Europe atteint Exeter. Le seul document connu de cette manifestation a été écrit par le Dr Thomas Shapter, l'un des médecins présents lors de l'épidémie.

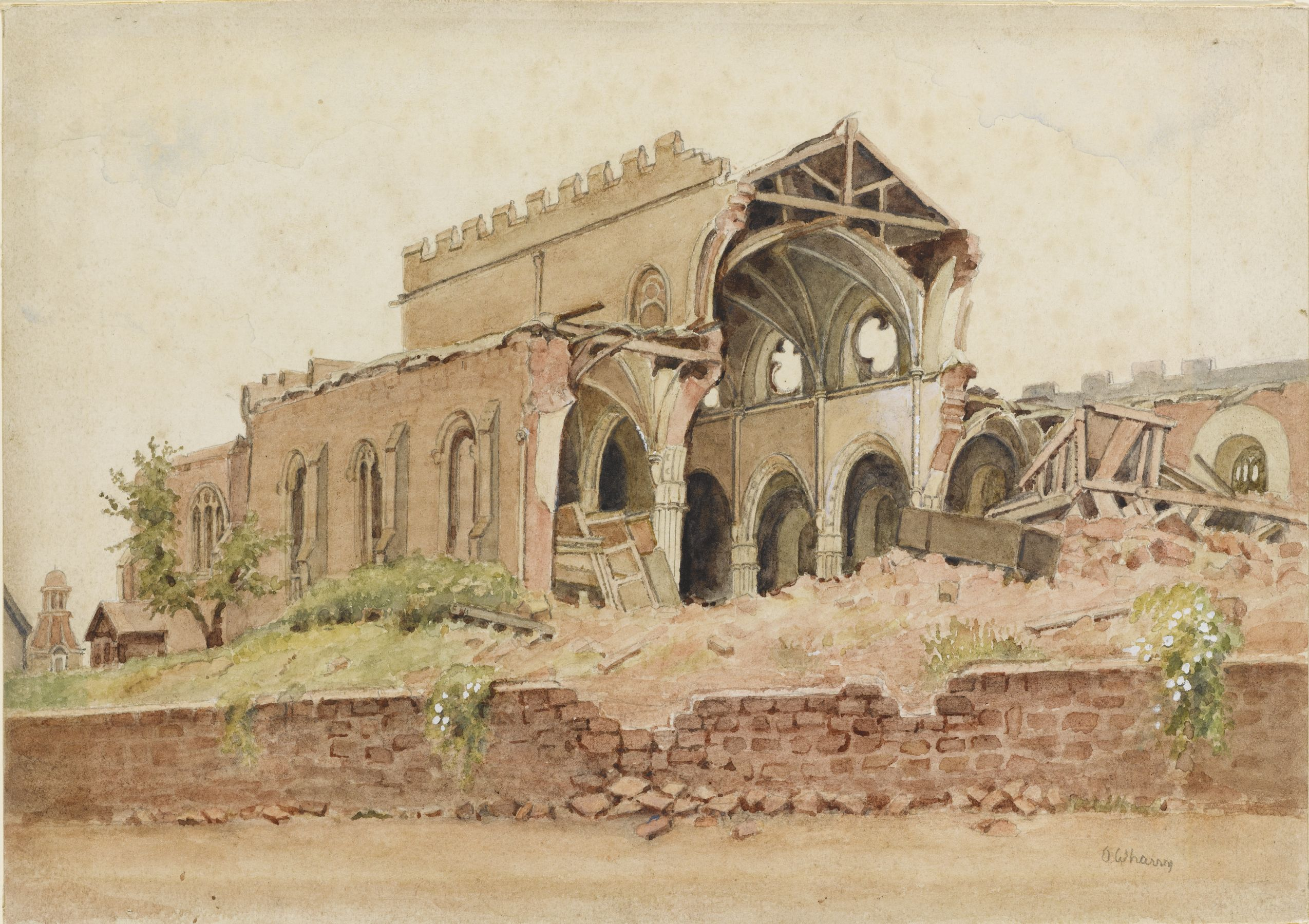
L'eglise de St. Sidwell par Olive Wharry. Royal Albert Memorial Museum (63/2004/4).

Pendant la Seconde Guerre mondiale, Exeter fut bombardée par la Luftwaffe en 1942, au cours du blitz de Baedeker. 160 000 m2 de la cité furent détruits, dont plusieurs bâtiments historiques, et la cathédrale fut endommagée. Pendant les années 1950, on a rebâti la ville en essayant de préserver son patrimoine.
De nos jours, la ville est considérée comme possédant le deuxième plus riche patrimoine architectural d'Angleterre, après Bath. Cependant, un des vieux bâtiments, le Royal Clarence Hotel, considéré le plus vieil hôtel d'Angleterre et construit en 1769, fut complètement détruit par un incendie le 29 octobre 2016.

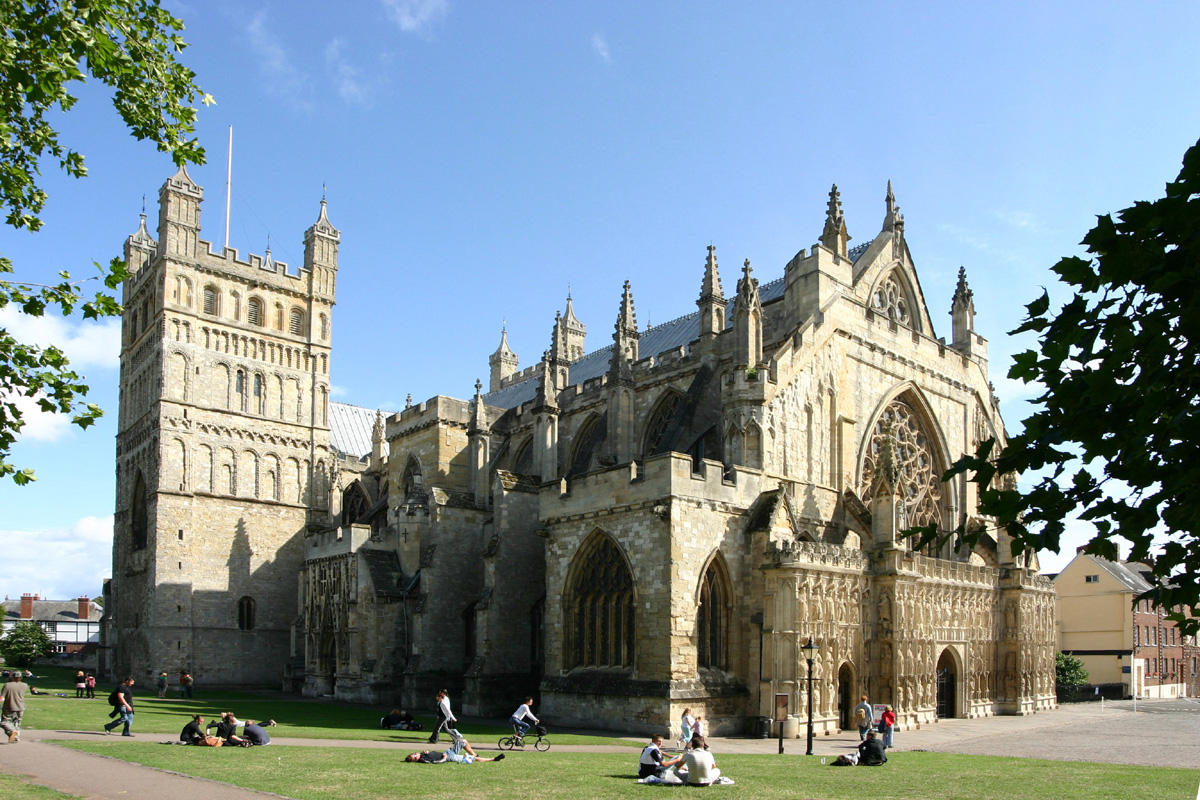
Cathédrale d'Exeter.

## Transports
La ville est desservie par l'aéroport international d'Exeter.
Elle compte trois gares ferroviaires principales : les gares d'Exeter Saint-Davids, Exeter Saint-Thomas et Exeter Central. Exeter est ainsi reliée à diverses villes telles que Londres, Cardiff, Bristol, Bath, Penzance, et même l'Écosse puisqu'une ligne la relie directement à Glasgow.

## Personnages célèbres
- Sir Thomas Bodley (1545–1613), diplomate, fondeur de la bibliothèque bodléienne à Oxford.
- Nicholas Hilliard, (1547-1619) peintre.
- Richard Hooker (1554–1600), théologien anglican.
- Matthew Locke, (1621-1677), compositeur.
- Le 16 juin 1644 : naissance d'Henriette d'Angleterre, fille du roi Charles Ier d'Angleterre et de la reine Henriette-Marie de France, petite-fille d'Henri IV de France, épouse de Philippe Ier d'Orléans.
- Thomas Hudson, (1701-1779), peintre.
- Francis Hayman, (1708-1776), peintre.
- Richard Hole, (1746-1803),  poète, antiquaire et prêtre anglican
- John Bowring, (1792-1872), écrivain et homme politique.
- William Benjamin Carpenter, (1813-1885) naturaliste.
- John Carne Bidwill, (1815-1853), botaniste.
- William Morris, (1834-1896), artiste, designer textile, imprimeur, écrivain, poète, conférencier, théoricien, peintre et architecte britannique, fondateur du mouvement artistique Arts & Crafts
- Sabine Baring-Gould (1834–1924), auteur, antiquaire et prêtre.
- William Kingdon Clifford, (1845-1879) philosophe et mathématicien.
- Fred Karno (1866-1941), impresario.
- William Temple (1881–1944), archevêque de Cantorbéry.
- Cliff Bastin (1912-1991), footballeur.
- Matthew Goode, acteur.
- Beth Gibbons (la chanteuse de Portishead), née le 4 juillet 1965.
- Rupert Wyatt, réalisateur pour la 20th Century Fox, né le 26 octobre 1972.
- Chris Martin (le chanteur de Coldplay), né le 2 mars 1977.
- James Spragg, coureur cycliste.
- James Holden, producteur et DJ anglais de musique électronique, né le 7 juin 1979.
- J.K Rowling, écrivaine célèbre, auteure de la série Harry Potter.
- Wildwood Kin, groupe formé à Exeter.

- Harry Treadaway, acteur né en 1984

- Tristan Oliver Vance Evans : batteur et producteur du groupe The Vamps né le 15 août 1994.

- Bradley James,(1983-présent), acteur

## Lieux et monuments

### Monuments religieux

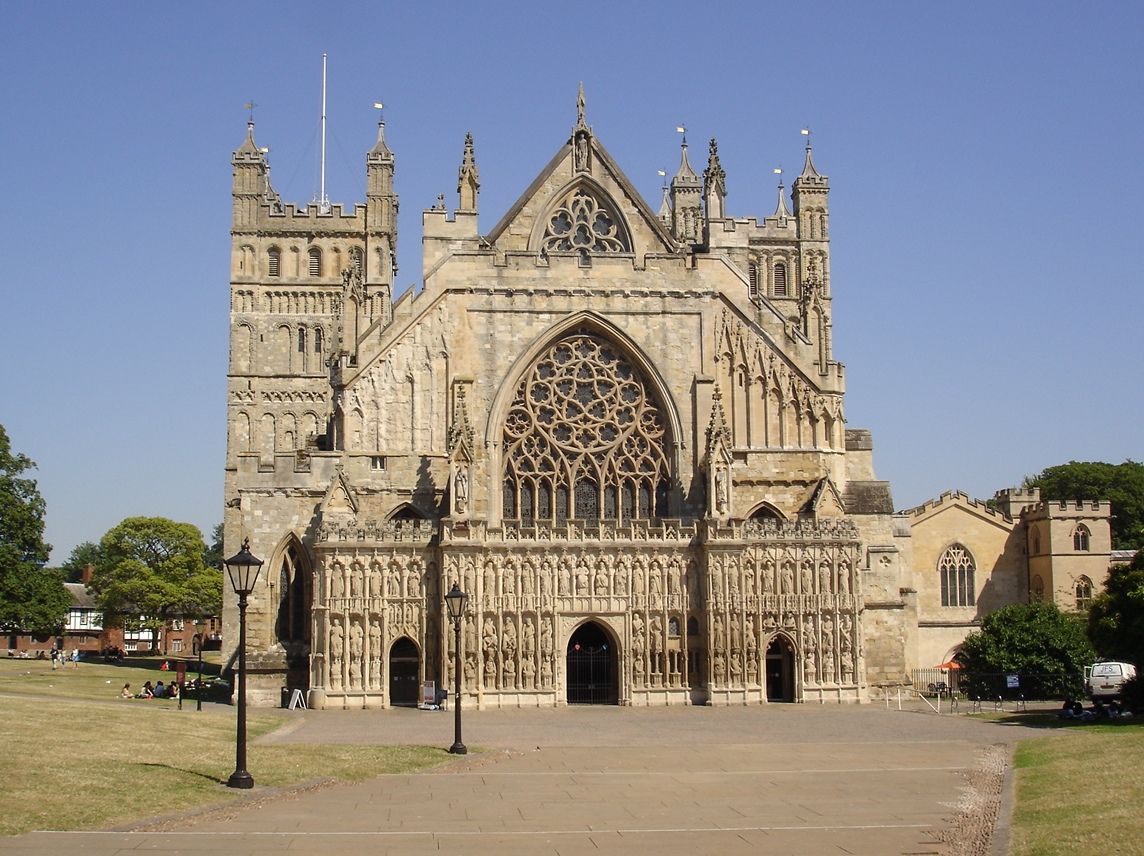
Façade de la cathédrale.

- La cathédrale d'Exeter est fondée en 1050, lorsque le siège de l'évêque est déplacé de Crediton (ville natale de saint Boniface) à Exeter.
- Le prieuré Saint-Nicolas sur Mint Lane, vestige d'un monastère, plus tard utilisé comme une maison privée et maintenant un musée appartenant à la mairie.
- Un certain nombre d'églises médiévales, y compris Sainte-Marie qui possède une horloge complexe.

### Monuments profanes

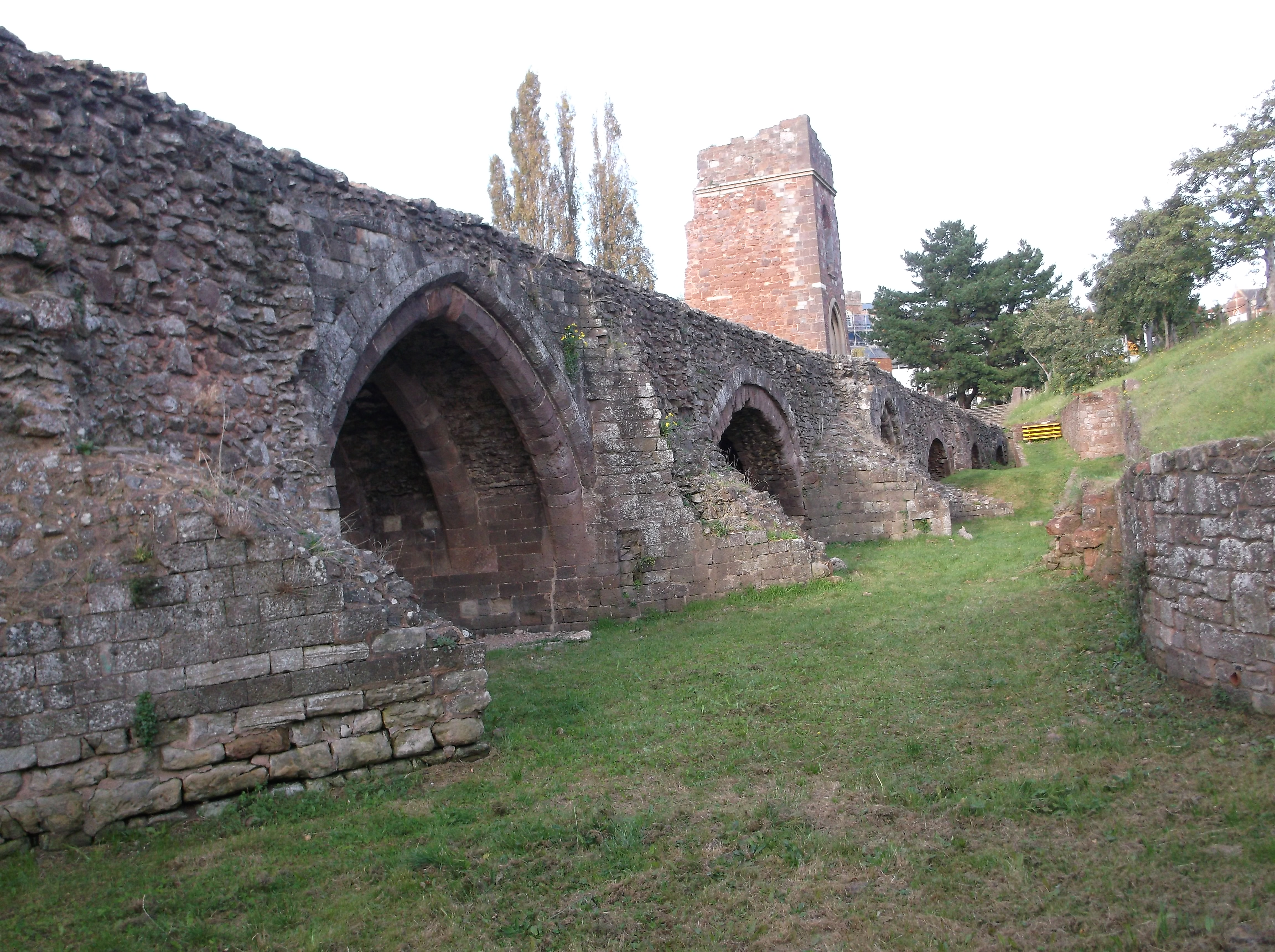
L'Old Exe Bridge, pont médiéval.
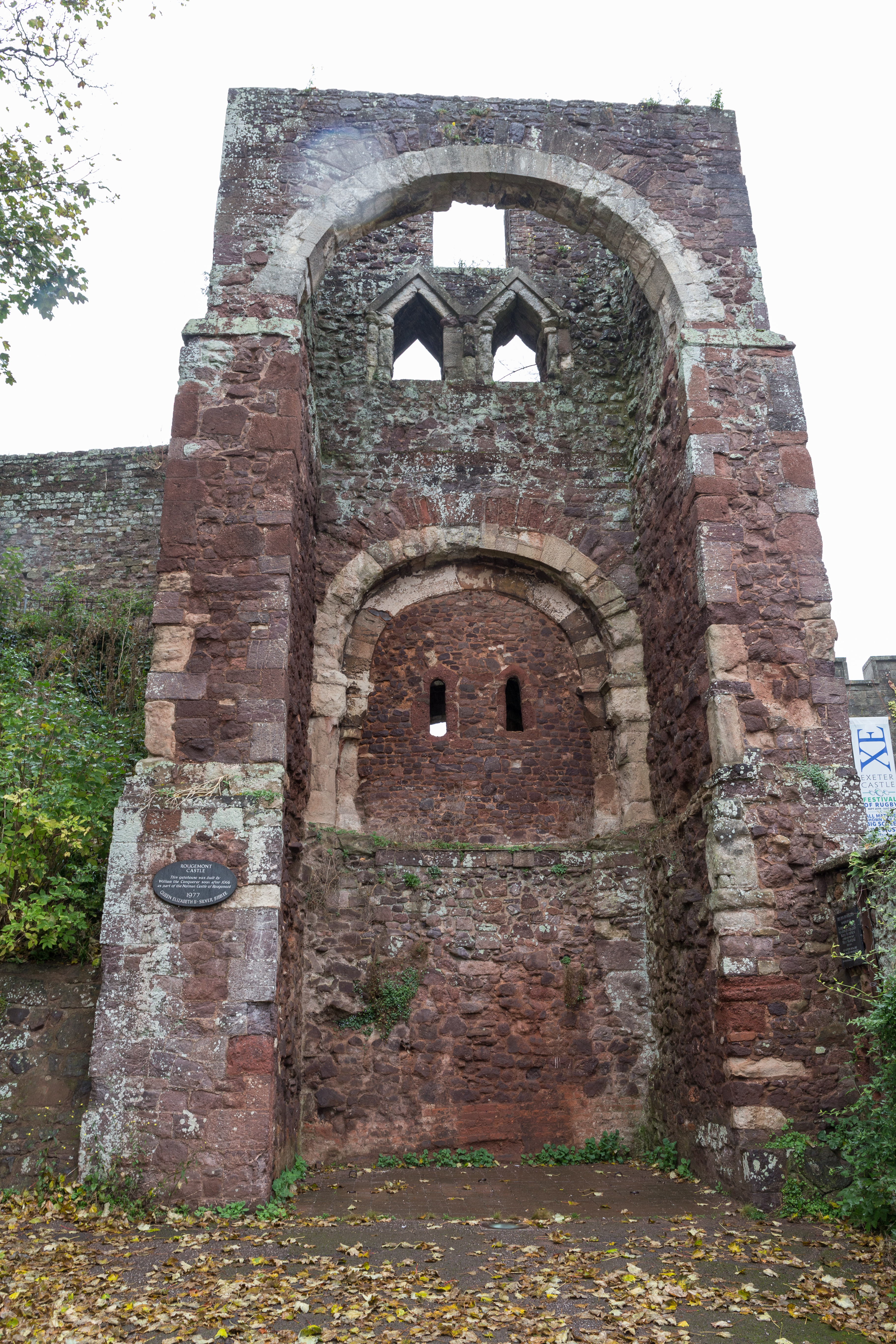
Le château de Rougemont.
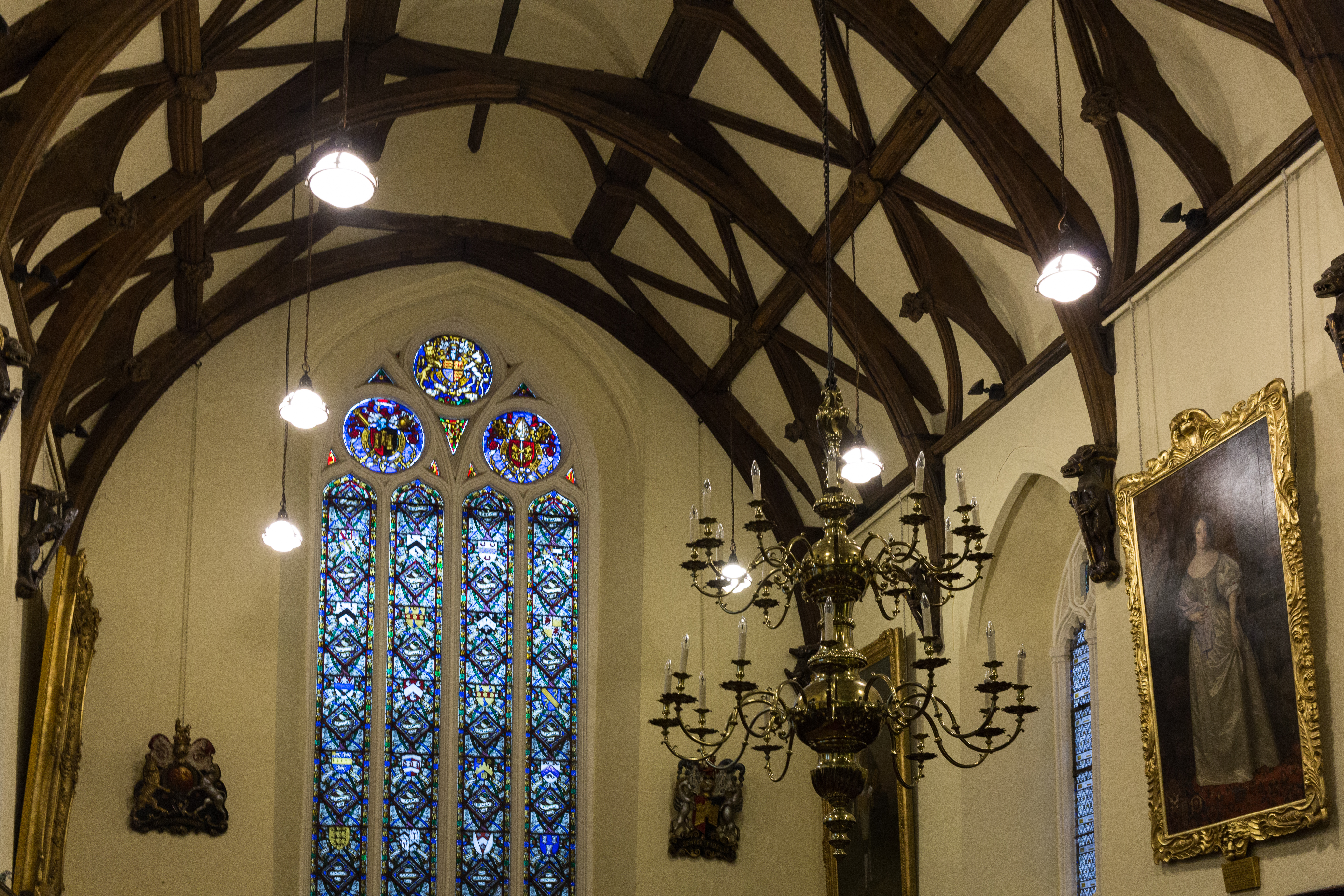
Intérieur de l'hôtel de ville.
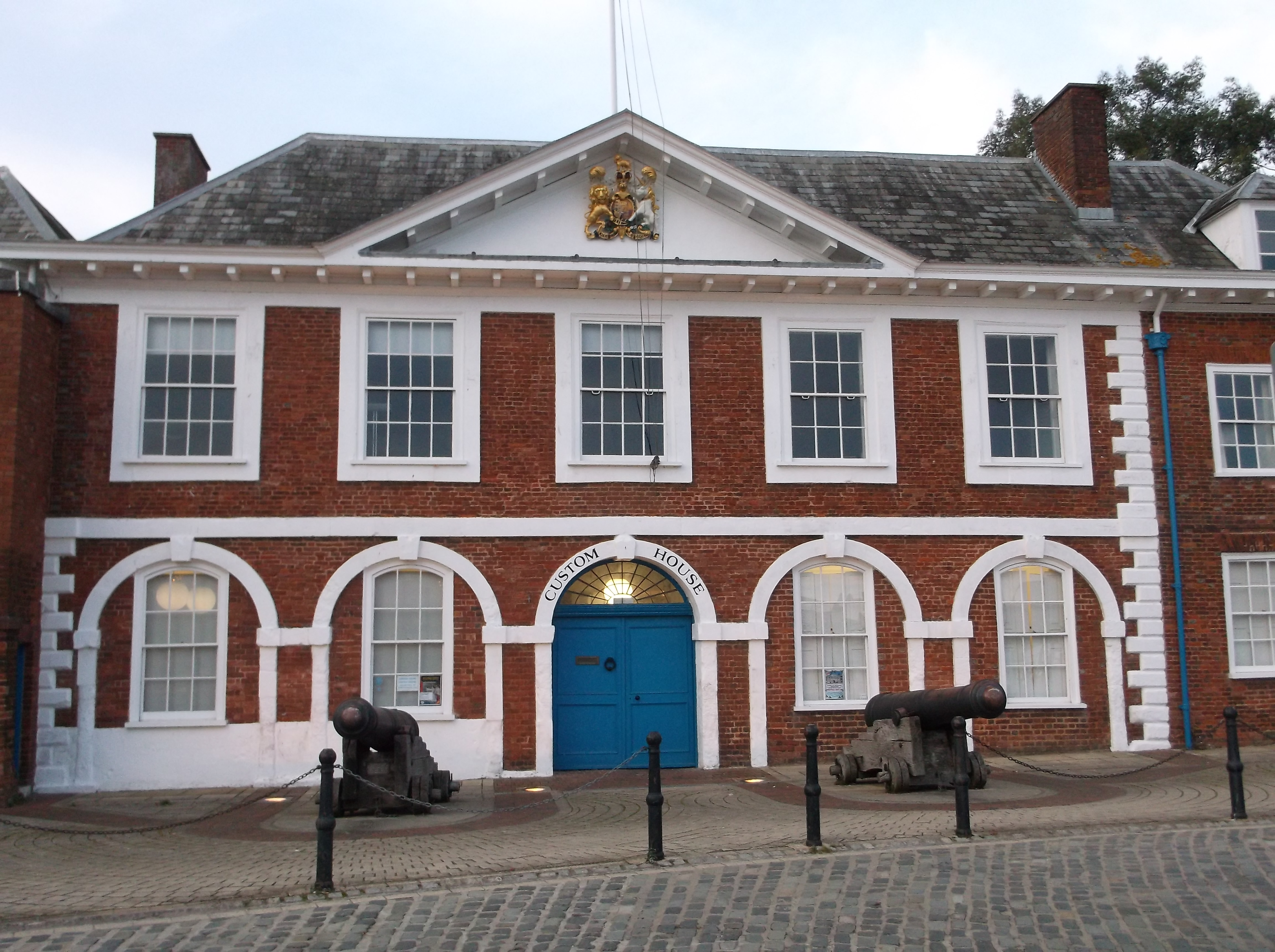
L'office des douanes.
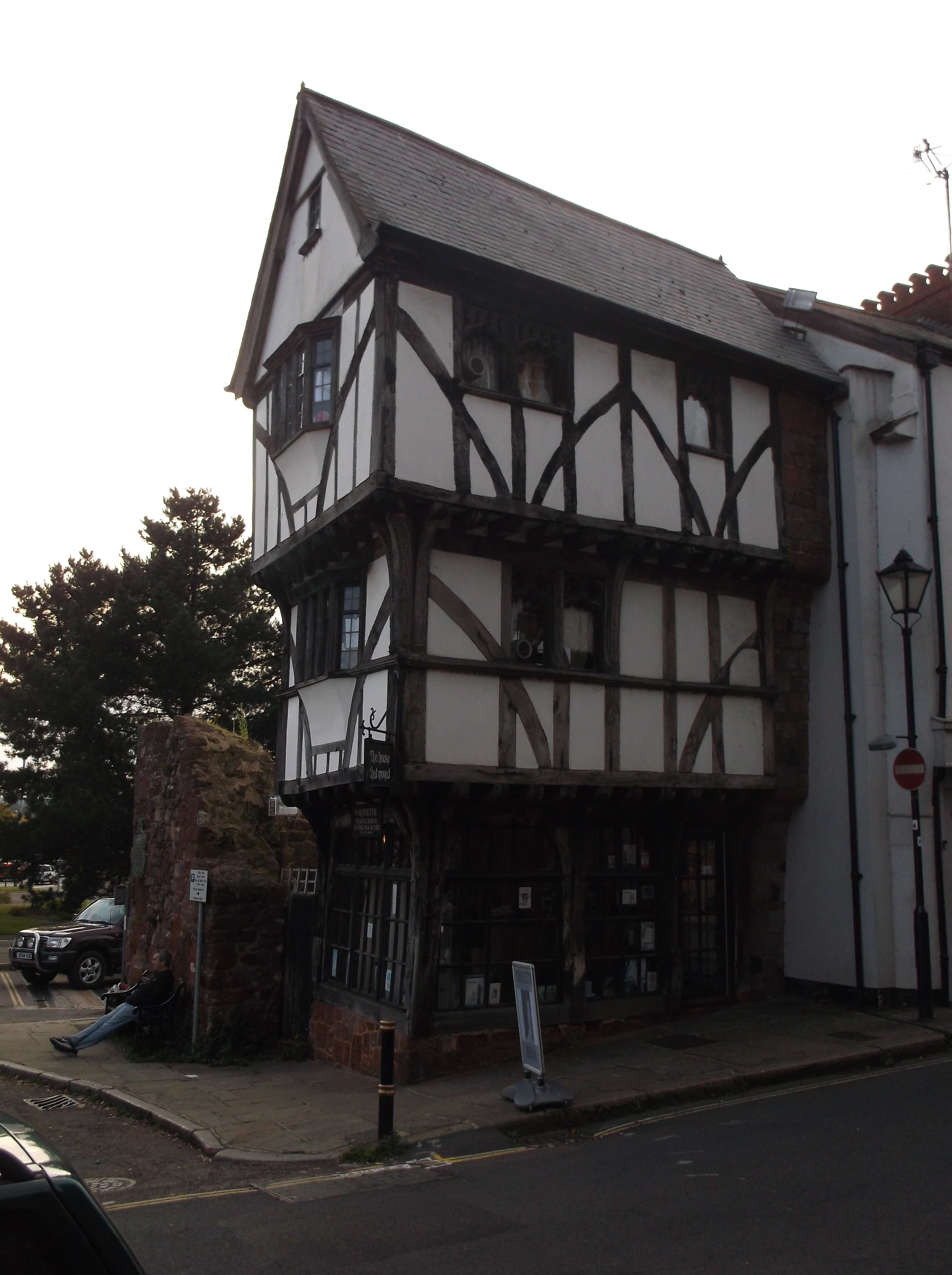
The House That Moved.

- Les ruines du château de Rougemont, construit peu après la conquête normande. Le château était encore en usage comme une cour d'assises avant 2006, quand un nouveau tribunal de la Couronne a ouvert. Une plaque rappelle que, en 1685, Alice Molland, la dernière personne exécutée pour sorcellerie en Angleterre, a été emprisonnée à Exeter. L'avenir du château est pour le moment incertain, mais des mesures sont en cours pour l'aménager peut-être en restaurant et en logement.
- L'hôtel de ville, le plus ancien édifice municipal en Angleterre encore en usage.
- La Guilde des Tisserands, un beau bâtiment ancien qui est toujours utilisé.
- L'office des douanes dans le quartier attrayant du Quay, qui est le plus vieux bâtiment de brique qui subsiste dans la ville.
- « La Maison qui bouge », un bâtiment de style Tudor du XIVe siècle, a obtenu son nom en 1961 quand il a été déplacé de son emplacement d'origine à l'angle de la rue Edmond pour qu'une nouvelle route soit construite à sa place. Pesant plus de vingt et une tonnes, il a été attaché et lentement déplacé de quelques centimètres à la fois à sa position actuelle.
- Parliament Street dans le centre-ville est l'une des rues les plus étroites au Royaume-Uni.

### Monuments guerriers
- Des passages souterrains ont été fondés en 1400 afin d'apporter de l'eau de la rivière jusqu'à la ville d'Exeter

## Sports
- Exeter Chiefs (rugby à XV)
- Exeter City Football Club (football)

## Démographie
La ville s'est considérablement agrandie ces dernières années, avec une évolution de la population estimée à 119 600 habitants en 2006 (8 000 habitants de plus qu'au recensement de 2001). La décomposition ethnique est la suivante (estimation 2005):
- Blancs : 97,5 %
- Asiatiques : 1,4 % (Indiens, Pakistanais…)
- Métis : 1,1 %
- Chinois : 0,6 %
- Noirs : 0,4 %
- Autres: 0,5 %

## Économie
La ville offre des industries fortes et des services à une grande région. Le Met Office, le service national britannique de météorologie et l'un des plus importants au monde, a déménagé de Bracknell, dans le Berkshire à Exeter en 2004. Il est l'un des trois plus grands employeurs de la région (en collaboration avec l'Université d'Exeter et de Devon County Council).
Le centre-ville offre des services commerciaux importants. La rue Haute est principalement consacrée aux succursales de chaînes nationales.
Le 26 juin 2004, Exeter a reçu le statut de ville du commerce équitable.
Si elle est une destination touristique populaire, la ville n'est pas vraiment dominée par le tourisme, avec seulement 7 % de l'emploi qui en dépend, contre 13 % pour le Devon dans son ensemble.

## Jumelages
La ville d'Exeter est jumelée avec :
- Rennes (France) depuis 1956
- Bad Homburg vor der Höhe (Allemagne) depuis 1965
- Terracine (Italie) depuis 1988
- Iaroslavl (Russie) depuis 1989